# Frank O’Mara
Frank O’Mara (ur. 17 lipca 1960 w Limerick) – irlandzki lekkoatleta specjalizujący się w biegach średnio i długodystansowych, trzykrotny uczestnik letnich igrzysk olimpijskich (Los Angeles 1984, Seul 1988, Barcelona 1992).

## Sukcesy sportowe
- czterokrotny mistrz Irlandii w biegu na 1500 metrów – 1983, 1986, 1988, 1991[1]
- mistrz Irlandii w biegu na 5000 metrów – 1995
- mistrz Anglii w biegu na 3000 metrów – 1992[2]

| Rok  | Miasto       | Zawody                    | Konkurencja    | Wynik       |
| ---- | ------------ | ------------------------- | -------------- | ----------- |
| 1985 | Pireus       | Halowe mistrzostwa Europy | bieg na 3000 m | 4. miejsce  |
| 1986 | Stuttgart    | Mistrzostwa Europy        | bieg na 1500 m | 8. miejsce  |
| 1987 | Indianapolis | Halowe mistrzostwa świata | bieg na 3000 m | złoty medal |
| 1987 | Rzym         | Mistrzostwa świata        | bieg na 5000 m | 9. miejsce  |
| 1989 | Budapeszt    | Halowe mistrzostwa świata | bieg na 3000 m | 5. miejsce  |
| 1991 | Sewilla      | Halowe mistrzostwa świata | bieg na 3000 m | złoty medal |

## Rekordy życiowe
- bieg na 800 metrów – 1:47,75 – Knoxville 18/05/1984
- bieg na 1500 metrów – 3:34,02 – Bruksela 30/08/1985
- bieg na 1500 metrów (hala) – 3:37,9 – Providence 01/02/1987
- bieg na milę – 3:51,06 – Rzym 10/09/1986
- bieg na milę (hala) – 3:52,30 – Fayetteville 25/01/1986
- bieg na 2000 metrów – 4:59,00 – Lozanna 15/09/1987
- bieg na 2000 metrów (hala) – 5:04,31 – Cosford 15/03/1987
- bieg na 3000 metrów – 7:40,41 – Nicea 10/07/1989
- bieg na 3000 metrów (hala) – 7:41,14 – Sewilla 10/03/1991
- bieg na 2 mile – 8:17,78 – Gateshead 16/07/1988 (rekord Irlandii)
- bieg na 5000 metrów – 13:13,02 – Oslo 04/07/1987
- bieg na 5 kilometrów – 13:35 – Carlsbad 14/04/1991 (rekord Irlandii)
- bieg na 10 000 metrów – 27:58,01 – Walnut 20/04/1991